# Łuszkowo
Łuszkowo (prononciation : [wuʂˈkɔvɔ]) est un village polonais de la gmina de Krzywiń dans le powiat de Kościan de la voïvodie de Grande-Pologne dans le centre-ouest de la Pologne.
Il se situe à environ 9 kilomètres au nord-est de Krzywiń (siège de la gmina), à 16 kilomètres à l'est de Kościan (siège du powiat) et à 41 kilomètres au sud de Poznań (capitale régionale).
Le village possédait une population de 500 habitants en 2006.

## Histoire
De 1975 à 1998, le village faisait partie du territoire de la voïvodie de Leszno.

Depuis 1999, Łuszkowo est situé dans la voïvodie de Grande-Pologne.